# Frottola

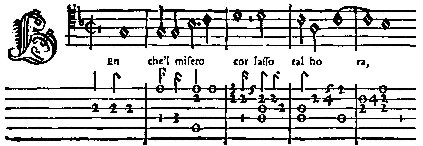
Partitura

In campo musicale, la frottola è il genere predominante di canzone popolare italiana nel corso di tutto il XV secolo e degli inizi del XVI secolo. Il maggior numero di  frottole fu composto dal 1470 al 1530.

## Tipologia ed evoluzione della frottola
Mentre frottola è un termine generico per una composizione di quel genere, molte varianti sono state realizzate, essendo stato un genere in auge per circa cento anni. Generalmente una frottola è una composizione per tre o quattro voci (più frequentemente verso la fine del periodo) con la voce dal tono più alto che conteneva la melodia; spesso le voci erano accompagnate da uno strumento musicale. A Napoli, era chiamata gliommero; fu Francesco Torraca il primo a stabilire l'identità tra frottola e gliommero.
Il poema ha generalmente una rima (o ripresa) secondo lo schema ABBA e la stanza (o strofa) si sviluppa con la rima CDCDDA o CDCDDEEA; esistono pertanto molte varianti nella composizione della frottola. Nella frottola musicale si tende a ripetere, alla fine della strofa, tutta o in parte la ripresa.
Molto probabilmente le forme poetiche dei testi derivavano dalla forma ballata del XIV secolo, però la musica mostra una certa semplificazione rispetto a quella del tardo XIV secolo.
Musicalmente, la frottola evita la complessità della scrittura contrappuntistica, preferendo la semplicità della musica omofonica, un ritmo chiaro e ripetuto e una melodia lineare. Lo stile è fortemente sillabico e declamatorio (non mancano però fioriture melodiche e melismi): non è da escludere che le frottole fossero talvolta inserite in commedie, tragedie ed altri generi scenici, anche se non composte appositamente per questi usi. Si ricorre anche all'hemiola.
Questa forma fu propedeutica non soltanto al madrigale ma anche ad altre forme dell'epoca del barocco come la monodia.
L'esecuzione poteva avvenire nei seguenti modi:
- Le quattro parti vocali di cui era composta (Superius o Cantus, Altus, Tenor e Bassus) erano cantate da cantori
- Il Cantus o Superius era affidato alla voce solista, mentre il Tenor ed il Bassus era affidato ad uno strumento (in genere un Liuto; ciò è testimoniato dal libro Tenori e contrabassi [bassi] intabulati col sopran in canto figurato per cantar e sonar col lauto, le cui musiche erano state raccolte da Franciscus Bossinensis e stampate da Ottaviano Petrucci). Certamente anche Marchetto Cara alla corte dei Gonzaga a Mantova eseguiva in questo modo le sue frottole.

Prevale la linea del canto sulle altre parti e l'accompagnamento tende ad essere accordale, si ha già un senso di tonalità maggiore e minore (vedi la frottola El Grillo di Josquin Des Prez), e si presentano progressioni armoniche di I, IV e V.
I più famosi compositori di frottole furono i veronesi Bartolomeo Tromboncino (di cui ricordiamo la frottola dal titolo Chi se fida de fortuna) e Marchetto Cara anche se alcune composizioni di Josquin Desprez sono dal punto di vista stilistico delle frottole.
La frottola ebbe una grande influenza, non solo sul madrigale, ma anche sulla chanson francese che tendeva ad essere leggera, danzabile e popolare. Molti compositori francesi dell'epoca vennero in Italia a lavorare presso le corti italiane ed anche presso la cappella Papale a Roma.